# 안혜상
안혜상(1991년 4월 23일~)은 대한민국의 스포츠댄스 선수다. 2011년 MBC '댄싱 위드 더 스타 시즌1에서 파트너 문희준과 최종라운드에 진출해 김규리-김강산 조를 꺾고 우승을 차지했다.

## 학력
- 전주송천초등학교
- 전주예술중학교
- 전주예술고등학교(전학)
- 강원예술고등학교
- 강원대학교 삼척캠퍼스

## 수상

### 경기
- 2009년: 제90회 전국체육대회 댄스스포츠 고등부 스탠다드 3종목 동메달
- 2010년: KDAC 그래드볼룸컵 전국프로아마 댄스스포츠 선수권대회 아마추어부문 2위
- 2011년: 태국 IDSF Open Standard & Latin Under 21 Open 1위
- 2011년: 태국 IDSF Open Standard & Latin IDSF Open 3위

### 기타
- 2011년: MBC '댄싱 위드 더 스타 시즌 1' 우승
- 2013년: MBC '댄싱 위드 더 스타 시즌 3' 준우승
- 2014 11월 남규택과 결혼

## 방송

### 예능
- 2011년: MBC 댄싱 위드 더 스타 시즌 1
- 2013년: MBC 댄싱 위드 더 스타 시즌 3
- 2014년: Mnet 댄싱9 시즌2
- 2015년: KBS2 불후의 명곡